# ماريوس باتيس
ماريوس باتيس (باليونانية: Μάριος Μπατής)‏ مواليد 20 يونيو 1980 في كيراتسيني، بيرايوس، اليونان، هو لاعب كرة سلة يوناني. بدأ مسيرته الاحترافية في سنة 1999. يحمل الرقم 8. يبلغ طوله 6 قدم 3 بوصة (1.9 م).

## المسيرة الاحترافية
لعب مع نادي بانيونيس لكرة السلة من سنة 1999 إلى 2003، ثم لعب مع نادي أولمبيا لاريسا لكرة السلة من سنة 2007 إلى 2009، ثم لعب مع نادي بانيونيس لكرة السلة من سنة 2010 إلى 2014.

## روابط خارجية
- ماريوس باتيس على موقع الدوري الأوروبي لكرة السلة (الإنجليزية)
- ماريوس باتيس على موقع كرة السلة الأوروبية.كوم (الإنجليزية)
- ماريوس باتيس على موقع ريلجم (الإنجليزية)
- ماريوس باتيس على موقع بروبوليرز (الإنجليزية)
- ماريوس باتيس على موقع سبورتس رفرنس (الإنجليزية)